# Denmark Township (Minnesota)
Die Denmark Township ist eine von sechs Townships im Washington County im Osten des US-amerikanischen Bundesstaates Minnesota. Das U.S. Census Bureau hat bei der Volkszählung 2020 eine Einwohnerzahl von 1801 ermittelt.
Die Township erstreckt sich über eine Fläche von 78,8 km², davon sind 4,7 km² Wasserflächen.

## Demografische Daten
Nach der Volkszählung im Jahr 2010 lebten in der Denmark Township 1737 Menschen in 615 Haushalten. Die Bevölkerungsdichte betrug 23,4 Einwohner pro Quadratkilometer. In den 615 Haushalten lebten statistisch je 2,82 Personen. 
Ethnisch betrachtet setzte sich die Bevölkerung zusammen aus 95,5 Prozent Weißen, 0,4 Prozent Afroamerikanern, 0,3 Prozent amerikanischen Ureinwohnern, 1,8 Prozent Asiaten sowie 1,0 Prozent aus anderen ethnischen Gruppen; 1,1 Prozent stammten von zwei oder mehr Ethnien ab. Unabhängig von der ethnischen Zugehörigkeit waren 1,7 Prozent der Bevölkerung spanischer oder lateinamerikanischer Abstammung. 
25,5 Prozent der Bevölkerung waren unter 18 Jahre alt, 62,1 Prozent waren zwischen 18 und 64 und 12,4 Prozent waren 65 Jahre oder älter. 51,4 Prozent der Bevölkerung war weiblich.
Das mittlere jährliche Einkommen eines Haushalts lag bei 111.528 USD. Das Pro-Kopf-Einkommen betrug 44.727 USD. 2,9 Prozent der Einwohner lebten unterhalb der Armutsgrenze.